# Albertplatz

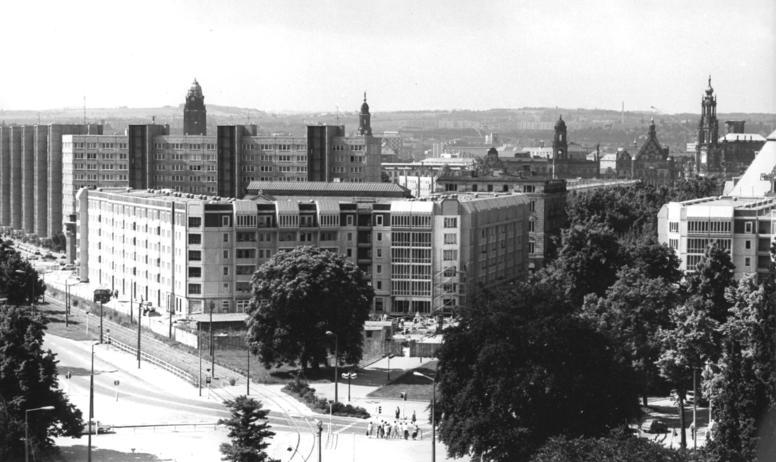
La riqualificazione a sud della piazza tra Albertstrasse e Hauptstrasse, 1987

Albertplatz, a Dresda, è una piazza quasi circolare nel quartiere Innere Neustadt. È stata progettata nel 1875 da Friedrich Bouché ed è ora il più importante nodo di traffico di Dresda a nord dell'Elba.

## Posizione
Albertplatz si trova all'estremità settentrionale della Innere Neustadt, al confine con la città nuova esterna. La posizione all'interno del raggio dell'arco interno della città sull'Elba è stata deliberatamente scelta in modo che le strade importanti da Albertplatz siano estese ai ponti sull'Elba. Nove strade, a forma di stella, si immettono sulla piazza che è anche collegata ad Antonstraße e Bautznerstraße. A sud, confina con Jorge-Gomondai-Platz, seguita dalla strada principale. Anche il viale barocco Königstraße e Albertstraße incontrano Albertplatz.

## Traffico
La piazza è circondata da una rotatoria stradale. Essa è particolarmente importante come stazione di trasferimento della rete tramviaria di Dresda. Cinque linee di tram attraversano la piazza, tre delle quali nella fermata situata nel centro della piazza (linee 3, 7, 8) e le altre due in quella all'incrocio di Bautznerstraße (linee 6, 11).
La stazione ferroviaria di Dresda-Neustadt si trova a circa 400 metri a ovest di Albertplatz su Schlesischer Platz. Tramite questa stazione è possibile accedere alla rete ferroviaria a lunga percorrenza.

## Storia
La piazza fu costruita a partire dal 1817 dopo la demolizione delle fortificazioni intorno a Dresda. Nel 1812 fu demolita la Porta Nera, situata sull'odierno margine meridionale della piazza. Quando fu completata, nel 1829, fu battezzata Bautzner Platz e ribattezzata Albertplatz nel 1871 in onore del futuro re Alberto di Sassonia. Nel 1945 il nome della piazza fu cambiato in Piazza dell'Armata Rossa. Dal 1946 fu chiamata Platz der Einheit (dopo la Fusione del KPD e dell'SPD nel Partito Socialista Unificato di Germania) prima di essere ribattezzata Albertplatz nel 1991.

## Edifici importanti
Sull'Albertplatz si trovano il Museo Erich Kästner e la neobarocca Villa Eschebach, che il produttore di cucine Eschebach fece costruire nel 1901 e che oggi appartiene alla Dresdner Volksbank Raiffeisenbank. Il grattacielo di Albertplatz, costruito nel 1929 per la Sächsische Staatsbank e per diversi decenni sede della Dresdner Verkehrsbetriebe (DVB), ha 11 piani ed è alto 40 metri. Fu uno dei primi grattacieli costruiti in Germania in cemento armato. Nel 2012 è stato venduto ad un investitore che ha fatto ristrutturare la palazzina uffici nel 2014/2015.
Un edificio popolare, tra gli abitanti di Dresda, come punto di incontro, si trova sul lato nord all'interno della rotatoria: il cosiddetto DVB-Häusl. Ospita una biglietteria.

## Fontana

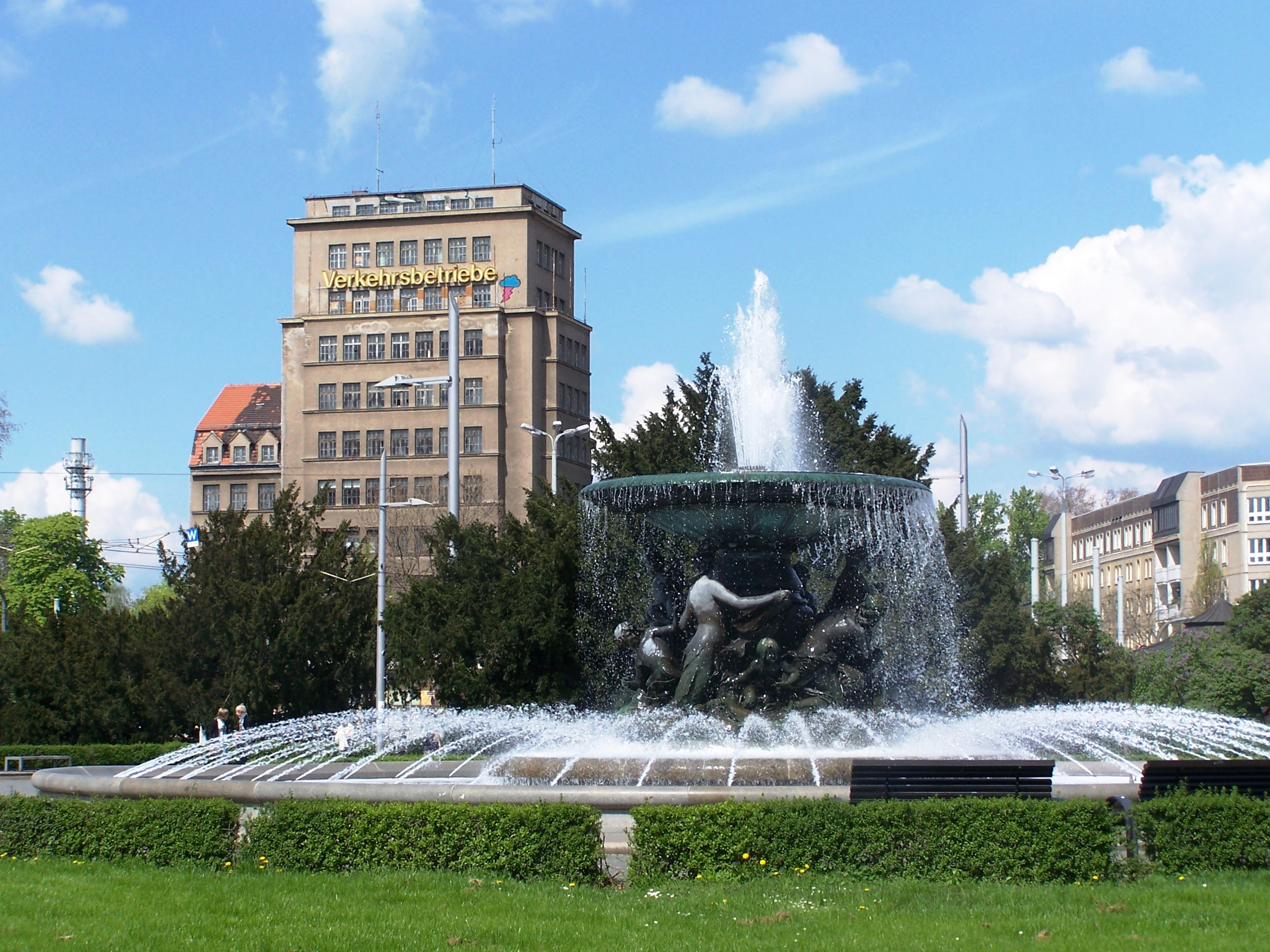
Fontana “Stille Wasser” di Robert Diez, sullo sfondo il grattacielo

Sul bordo settentrionale di Albertplatz si trovano il Tempietto della Fontana Artesiana, creato su progetto di Hans Erlwein nel 1906, e la relativa fontanella, progettata da Rolf Roeder. L'attuale fontana, a forma di piramide, si trova in Antonstraße, che conduce a ovest, a circa 20 metri dal grattacielo. L'acqua nella fontana ha una temperatura costante di 16 ° C, sia in inverno che in estate. Il tempietto del Comune è un gioiello della piccola architettura neoclassica. La fontana rotonda, che presenta due scarichi aperti, è incorniciata da sei querce peduncolate. La moderna fontanella ha una parete di fondo colonnare e una vasca in granito dell'Alta Lusazia. Il beccuccio e il tubo di scarico sono in bronzo. È alta 1,25 metri. La fontanella, realizzata nel corso dello sviluppo del bordo settentrionale della piazza, è stata inaugurata il 24 luglio 1990. Sul retro c'è un medaglione in bronzo di tre centimetri con un monogramma RR e l'anno 89.

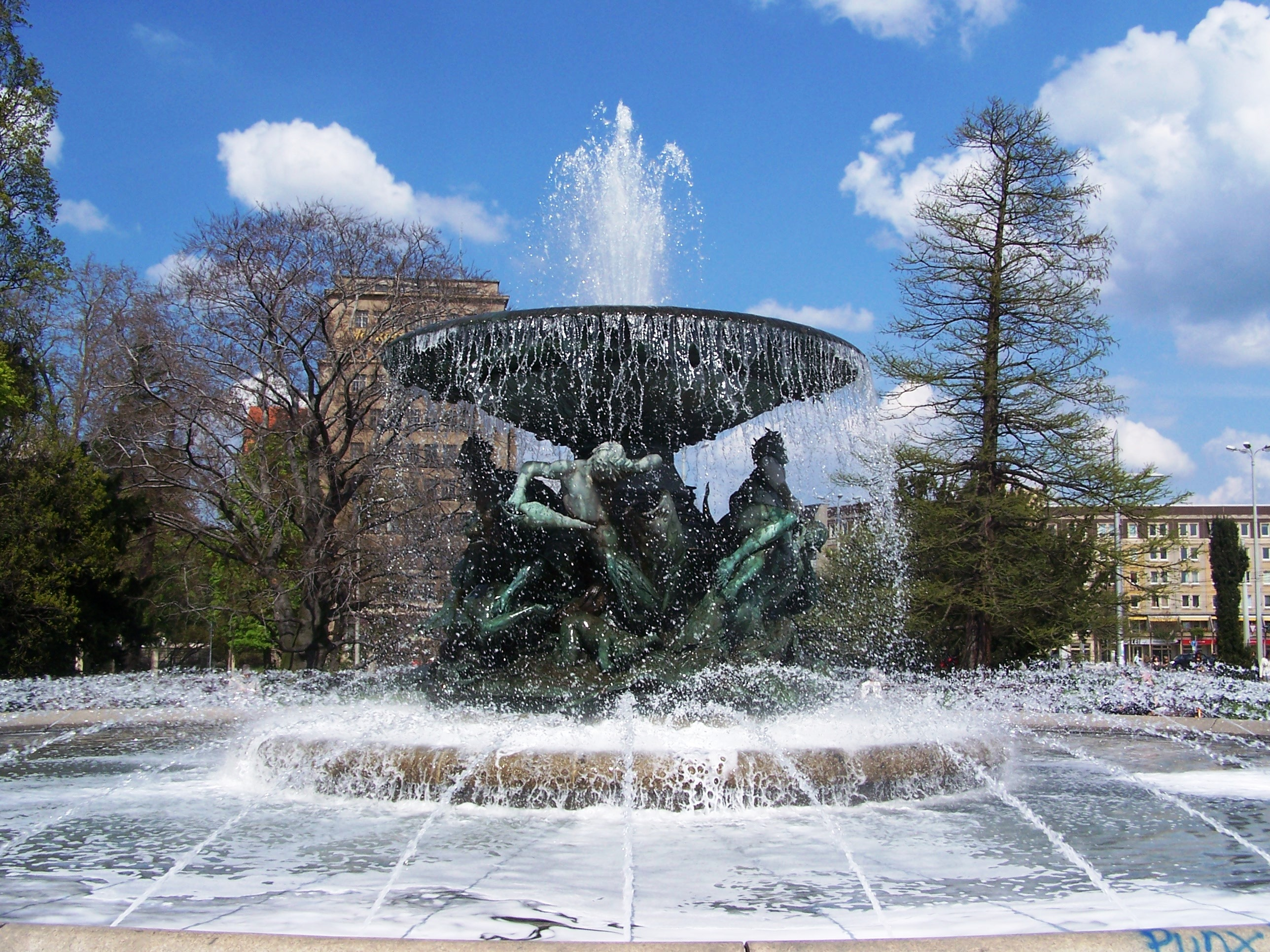
Fontana „Stürmische Wogen“

Al centro della piazza, su entrambi i lati della fermata del tram, ci sono le fontane gemelle: "Stürmische Wogen" (a ovest della fermata) e "Stille Wasser" (a est), progettate da Robert Diez. Le fontane sono state aperte il 1º settembre 1894. Sono state realizzate a seguito di un concorso, indetto dalla città. I gruppi di figure sono in bronzo, creati nel 1893/1894 dalla fonderia d'arte e di campane C. Albert Bierling di Dresda. I bacini delle fontane sono in granito. Le onde tempestose rappresentano la tempesta su un cavallo selvaggio, che combatte con una frusta, a forma di serpente, con i mostri marini. L'acqua ferma, invece, è sognante, una ninfa con un giglio in mano suona musica mentre la circondano rane, lumache e cozze. Gli architetti furono Giese &amp; Weidner. Entrambe le vasche hanno un diametro di 19 metri. Le sculture in bronzo della fontana furono smantellate per l'Esposizione Mondiale di Parigi nel 1900 ed esposte lì come esempi impressionanti della tecnologia della fonderia tedesca.
Il monumento ai caduti sovietici progettato, da Otto Rost, sorgeva sul sito della fontana delle onde tempestose, che fu distrutta durante la guerra. Questo memoriale per i caduti della 5ª armata sovietica, è stato trasferito a Olbrichtplatz vicino al Museo di storia militare nel 1993. Nell 100º anniversario della fontana, quella delle onde tempestose fu ricostruita nel 1994.

## Galleria d'immagini

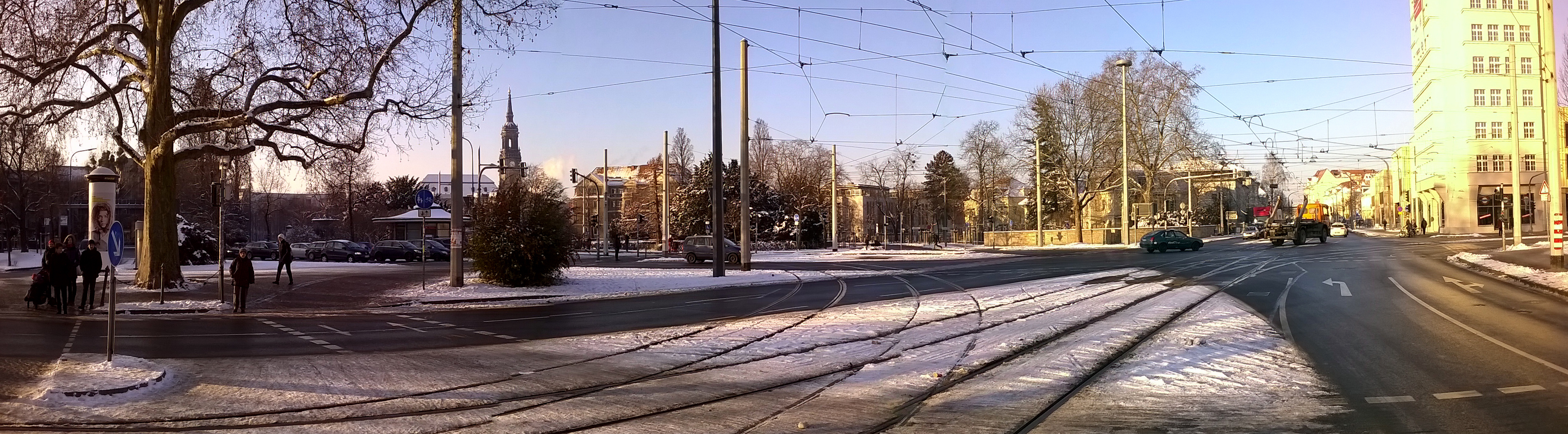
Foto panoramica - Albertplatz Dresden - Museo Erich Kästner
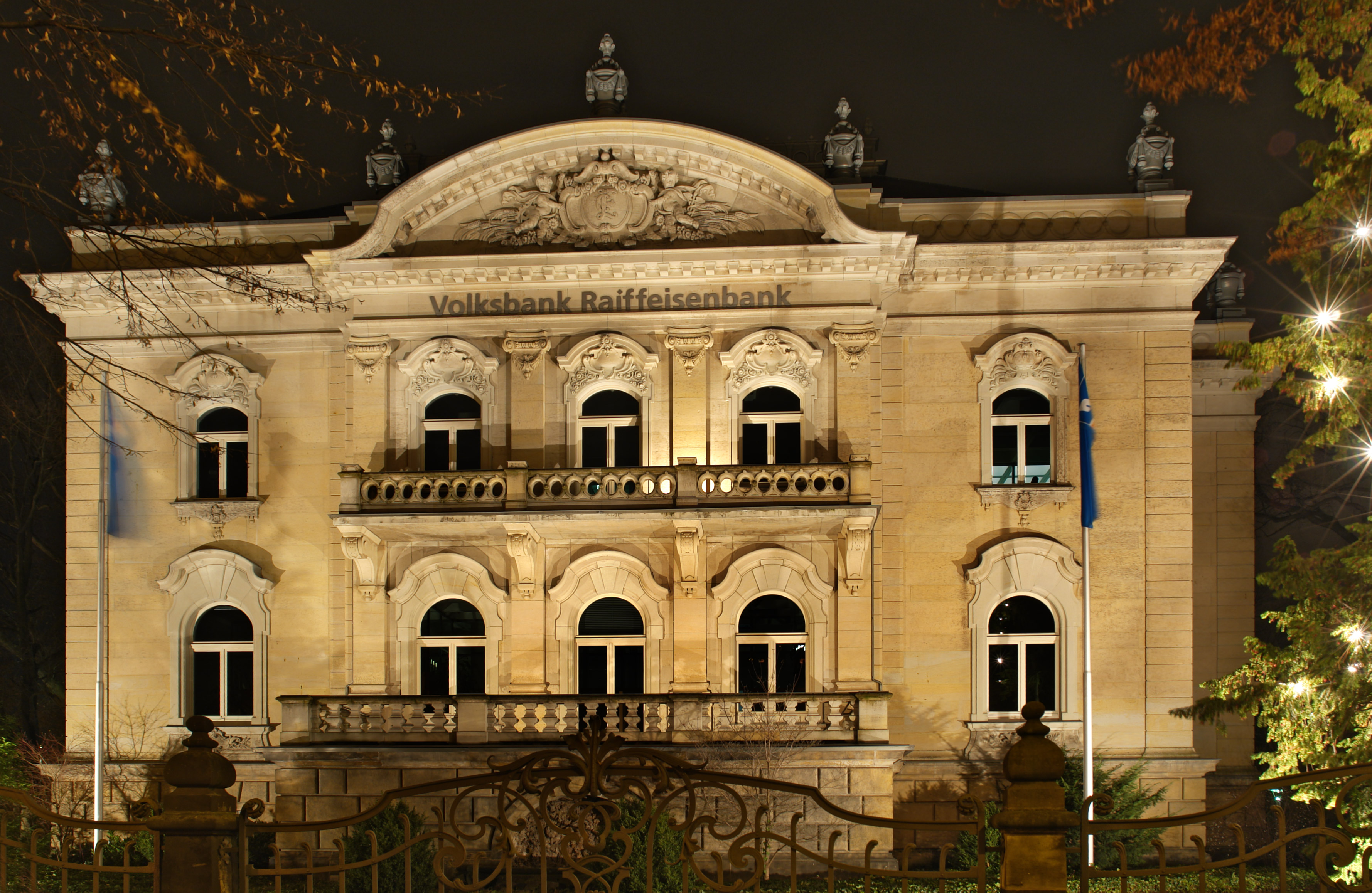
Volksbank Raiffeisenbank a Villa Eschebach dal 1901
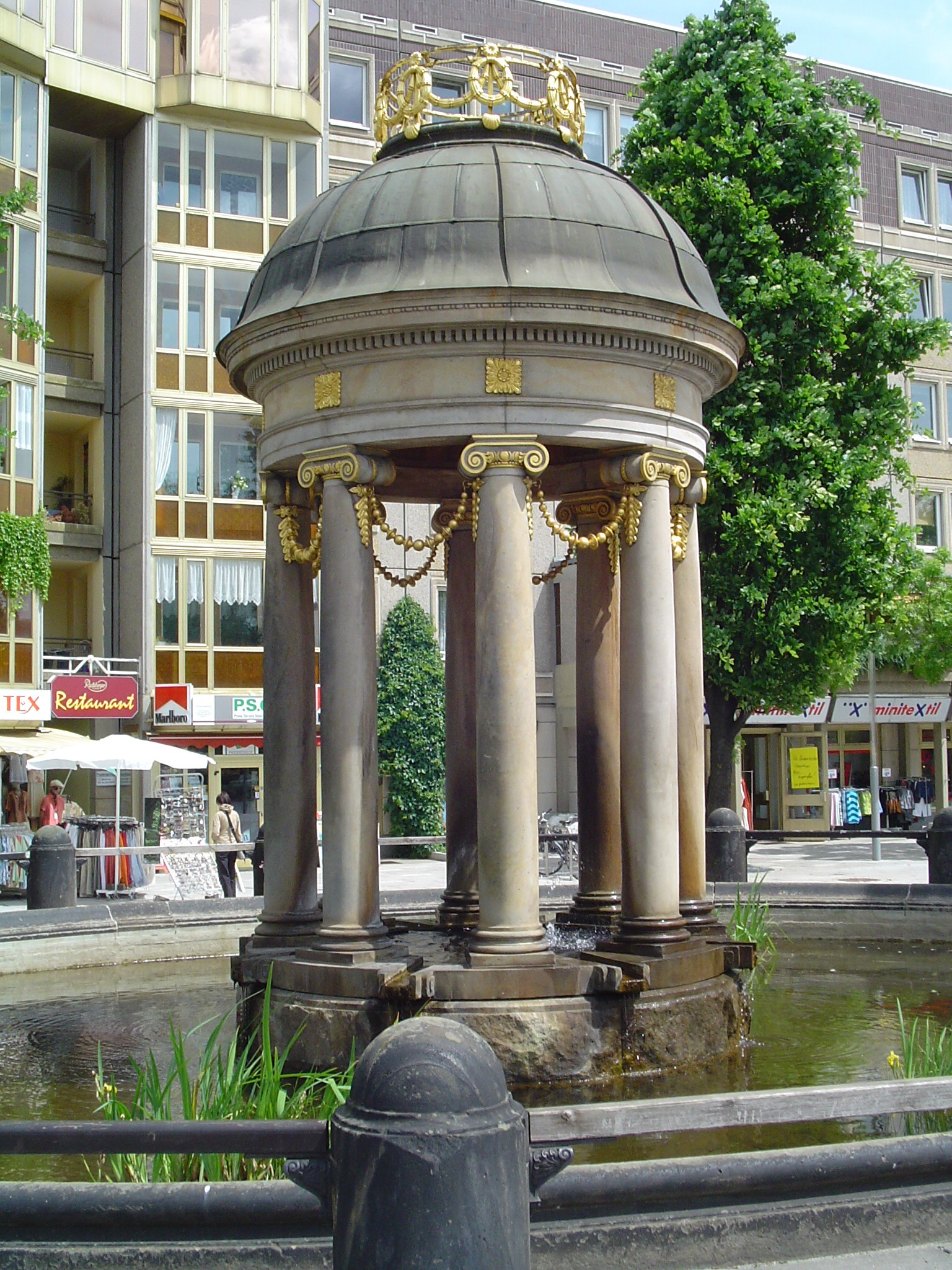
Pozzo artesiano
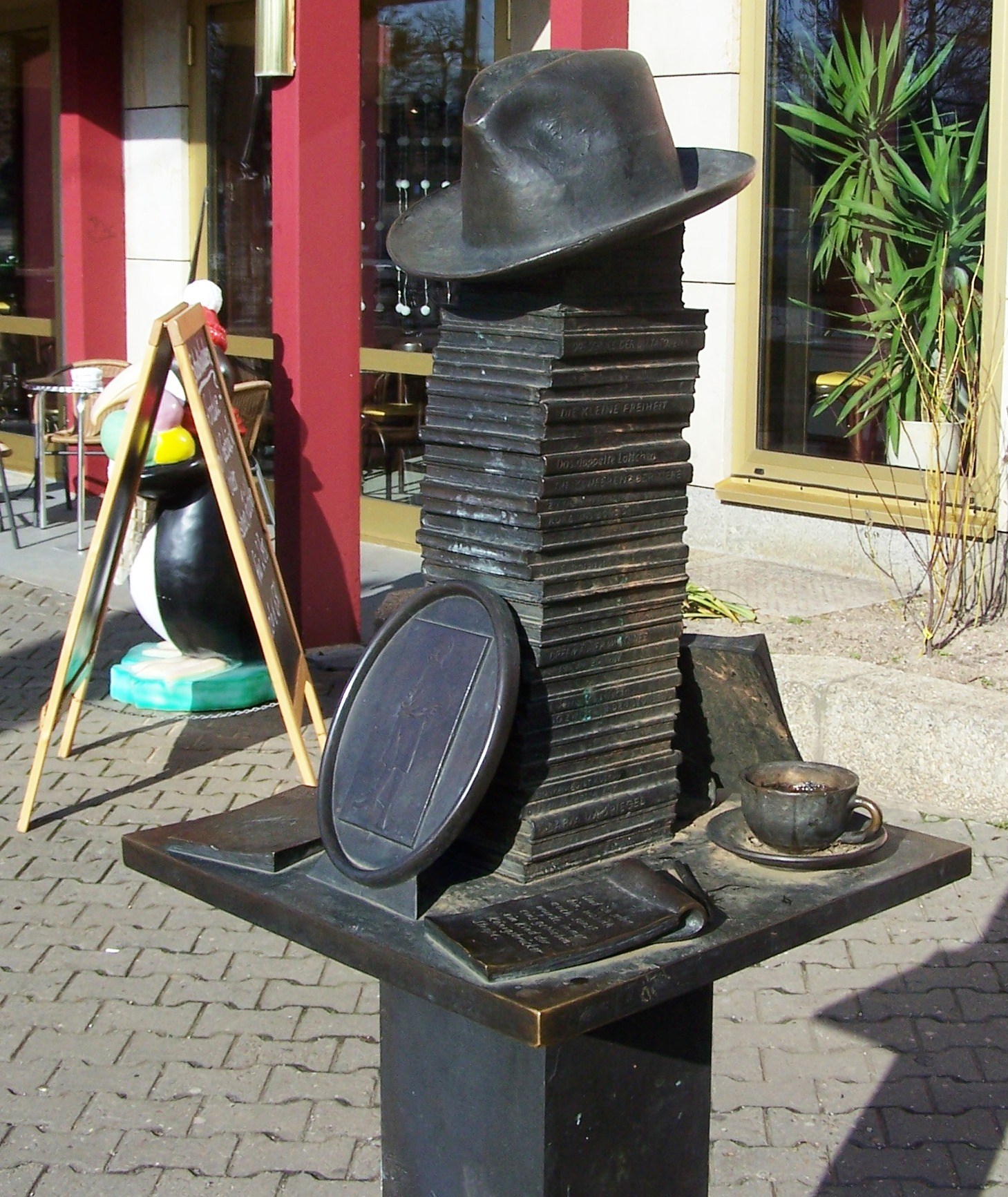
Memoriale di Kaestner
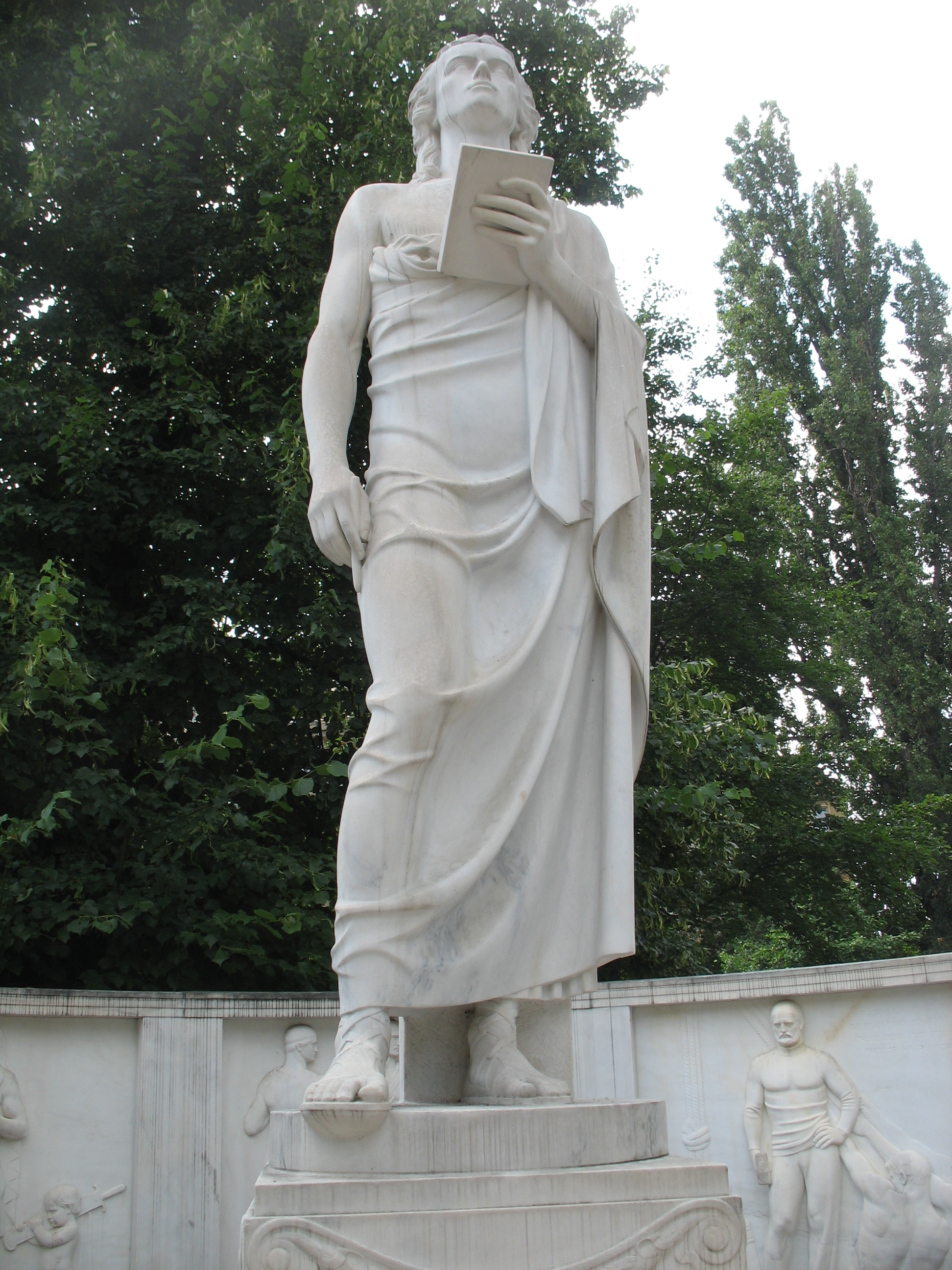
Monumento a Schiller
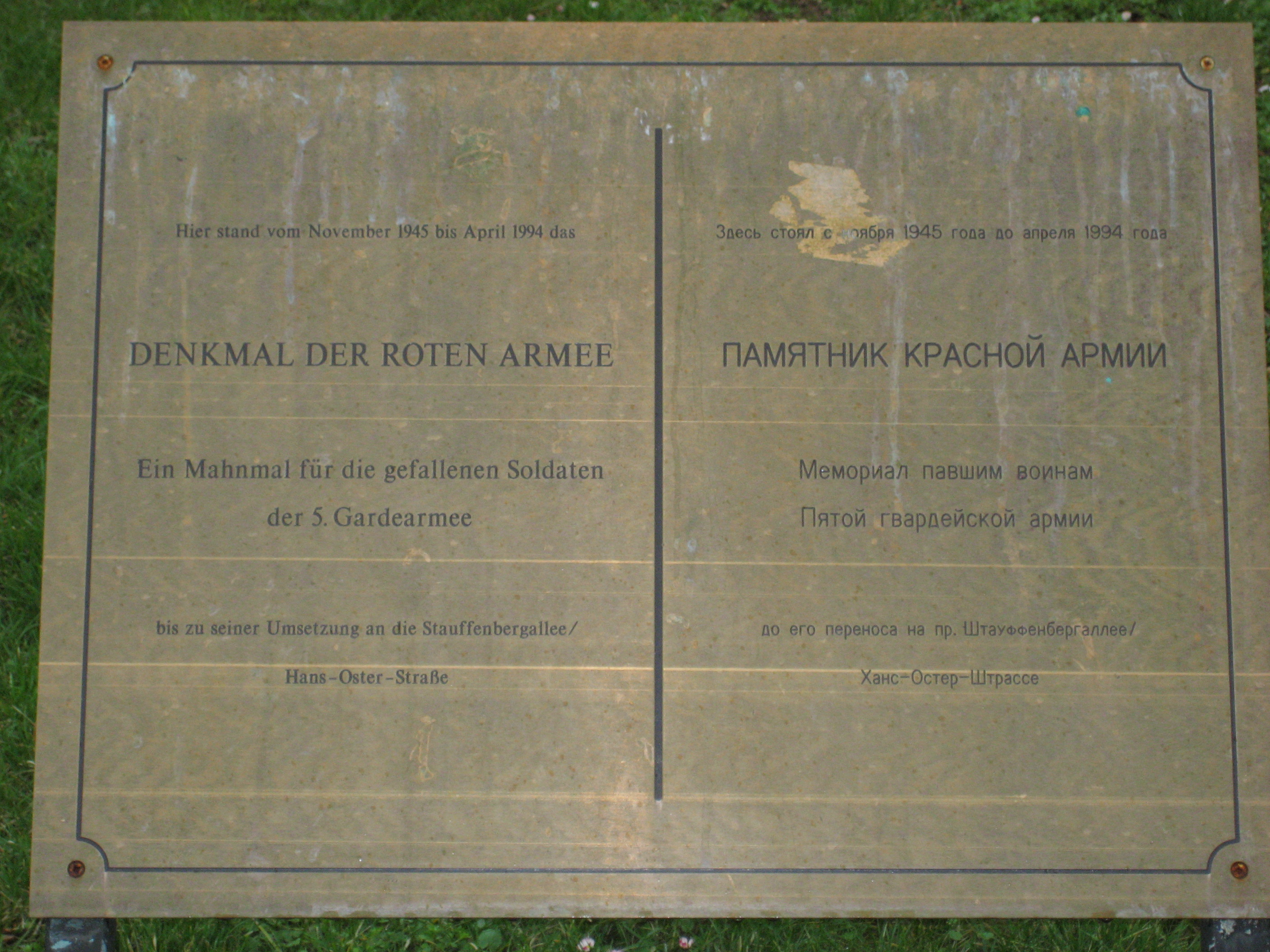
Targa commemorativa nel memoriale sovietico
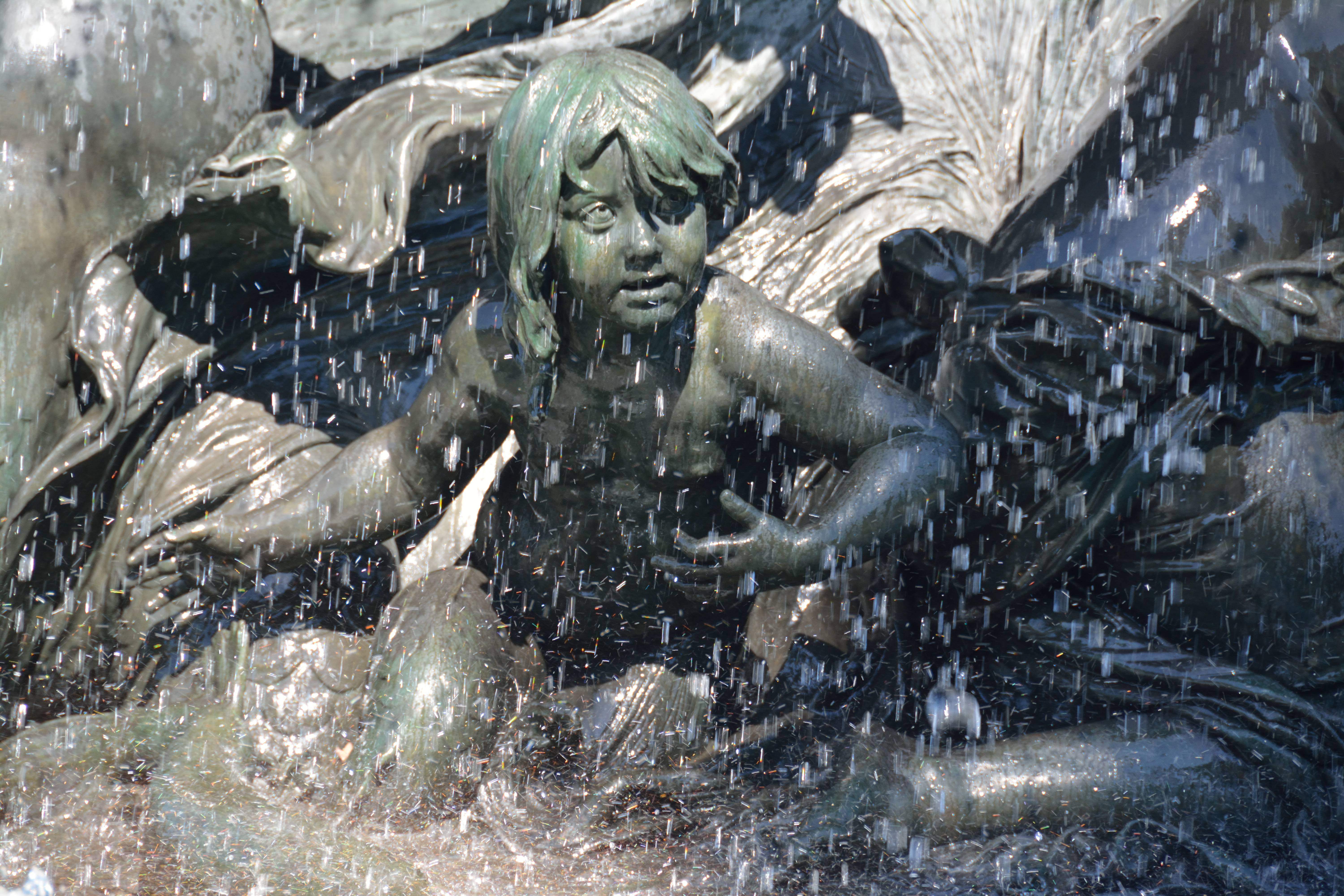
Particolare della fontana "Stürmische Wogen"
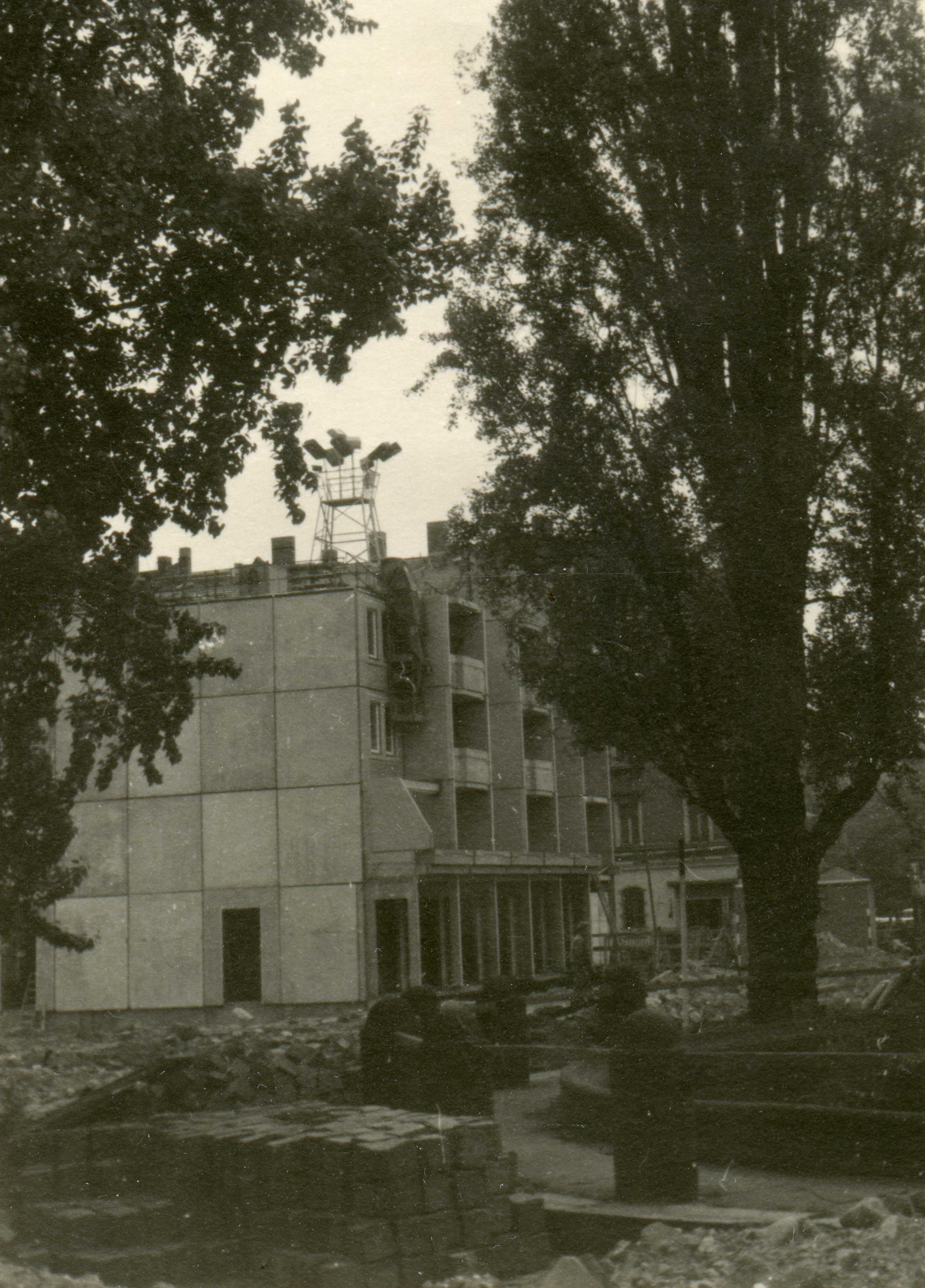
Cantiere ad Albertplatz intorno al 1987